# 内藤トモヤ
内藤 トモヤ（ないとう ともや、1958年10月25日 - ）は、愛知県名古屋市出身の俳優。株式会社ケイエムシネマ企画所属。

## 人物
1977年、日大芸術学部の油絵科一年在籍時に同級の塚本晋也に誘われて海獣シアターに参加。秋の芸術祭で「江古田心中」を上演。学内に段ボールで作成した球体劇場にて初めてテント公演を敢行し好評を得る。
卒業後一旦就職するが、26歳の時にCM制作会社に就職していた塚本に再び誘われ、高田馬場駅前の駐車場にて、海獣の形をしたテントを建て海獣シアターを再始動。「星屑玉のモンスターエクスプレス」と翌年「電柱小僧の冒険」を上演。電柱小僧を演じる。
その後塚本はPFFでグランプリを受賞、映画制作の道に進む。内藤自身は演劇を辞めるつもりでいたが離風霊船の「赤い鳥逃げた」を観て感動し、俳優継続を決意する。以降は小劇場の舞台に加え映像の世界にも活躍の場を広げている。
2008年、関西テレビのドラマ「未来世紀シェイクスピア」猪八戒役で初レギュラー出演。その人のよさそうな外見と自在に動く眉毛、軽快な身のこなしで商店街の店主やマンションの大家・管理人の役を演じることが多い。またクリープハイプ、「When I was young, I’d listen to the radio」にてタクシー運転手役でジャケットを飾るなど、若手クリエイターからのニーズも多い俳優である。

## 出演

### 映画
- 机のなかみ（2007年、吉田恵輔監督） - 望月栄一郎 役
- 逃亡くそたわけ（2007年、本橋圭太監督） - なごやんの父 役
- 純喫茶磯辺（2008年、吉田恵輔監督） - 三平食品の男 役
- ぐるりのこと。（2008年、橋口亮輔監督） - 我孫子徹 役
- 20世紀少年 第3章（2009年、堤幸彦監督）
- なくもんか（2009年、水田伸生監督） - 電機店店主 役
- ていだかんかん（2010年、李闘士男監督） - 三浦 役
- 猿ロック（2010年、前田哲監督） - 鶴亀商店街の米屋 役
- さんかく（2010年、吉田恵輔監督） - 佳代と桃の父 役
- ハナばあちゃん わたしのヤマのカミサマ（2011年、杉村和彦監督） - 畠山竜夫 役
- 武蔵野S町物語（2012年、金澤克也監督） - 魚屋サブ 役
- セイジ 陸の魚（2012年、伊勢谷友介監督） - 役場の男 役
- 地獄でなぜ悪い（2013年、園子温監督） - 取り巻き 役
- 図書館戦争（2013年、佐藤信介監督）
- くじけないで（2013年、深川栄洋監督）‐学年主任 役
- 麦子さんと（2013年、吉田恵輔監督） - 寺の祭りののど自慢大会の司会 役
- ミュージアム（2016年、大友啓史監督） - 中田長治 役
- 愛しのアイリーン（2018年、吉田恵輔監督）- 社長 役
- BLUE/ブルー（2021年、吉田恵輔監督） - ジムの練習生 役
- ミッシング（2024年5月17日公開、ワーナー・ブラザース映画） - 仲本洋平 役[3]

### テレビドラマ
- TRICK 第4話・第5話（2000年8月4日・11日、テレビ朝日）[4]
- 未来世紀シェイクスピア（2008年、関西テレビ） - 猪八戒 役
- アイシテル 第7話（2009年、日本テレビ） - 区役所の同僚 役
- 猿ロック 第7話（2009年、日本テレビ） - 米屋の主人 役
- SOIL ソイル （2009年、WOWOW） - 渥美清彦 役
- BUNGO -日本文学シネマ-「檸檬」（2010年、吉田恵輔監督、TBS） - 一階の男
- ゲゲゲの女房（2010年、NHK） - 八百屋
- 崖っぷちのエリー 第6話（2010年、テレビ朝日） - 武田 役
- モリのアサガオ（2010年、テレビ東京） - デモ隊の男
- 聖なる怪物たち （2012年、テレビ朝日） - シゲさん
- ATARU 第8話（2012年、TBS） - 鳩胸運送所長 役
- 悪夢ちゃん 第8話（2012年、TBS） - 中年課長 役
- 仮面ライダーウィザード 第20話（2013年、テレビ朝日） - 花屋店長 役
- SMOKING GUN〜決定的証拠〜 第8話（2014年5月28日、フジテレビ） - 地主 役
- 天使と悪魔-未解決事件匿名交渉課- 第5話（2015年5月8日、テレビ朝日） -　店員 役
- とげ 小市民倉永晴之の逆襲 第4話（2016年10月30日、フジテレビ） - 老医師 役
- 三匹のおっさん3〜正義の味方、みたび!!〜 第2話（2017年、テレビ東京） - 鴨田 役
- 大貧乏 第7話（2017年、フジテレビ） - 代表者
- 犯罪症候群 第5話 （2017年 、東海テレビ・フジテレビ系） - 管理人 役
- 警視庁ゼロ係 第1話（2017年、テレビ東京） - 管理人 役
- トットちゃん! 第4話（2017年、テレビ朝日） - 派出所巡査 役
- 世にも奇妙な物語 '18春の特別編 「フォロワー」（2018年、山内大典監督、フジテレビ） - 田中社長 役
- 特捜9 （テレビ朝日）
  - season1 第7話（2018年5月23日） - 豪正寺職 役
  - season5 第5話（2022年5月4日） - マンション管理人 役
- そろばん侍　風の市兵衛 第2部「雷神（前篇）」（2018年、中島由貴監督、NHK） - 大菱屋 役
- dele 第2話（2018年、テレビ朝日）- マンション管理人 役
- 探偵が早すぎる 第4話（2018年、日本テレビ）- 太田 役
- 健康で文化的な最低限度の生活 第五話（2018年、大内隆弘監督、フジテレビ） - 義経勇一 役
- 手紙（2018年、深川栄洋監督、テレビ東京） - スナックの客
- 下町ロケット 第10話（2018年、TBS） - 農家のオーナー 役
- 仮面ライダージオウ 第19話（2019年、テレビ朝日） - 大学教授 役
- 相棒（テレビ朝日）
  - season3第10話（第9話）「ゴースト〜殺意のワイン」（2005年1月12日）- 杉下右京を列に誘導するスタッフ 役
  - season5第16話「イエスタデイ」（2007年2月7日）- わけあり荘を紹介する不動産屋 役
  - season17第16話「容疑者 内村完爾」（2019年2月20日）- 『薫花堂』社長・根岸 役
- 孤高のメス 第6話（2019年、WOWOW） - 田中教授 役
- まだ結婚できない男（2019年、カンテレ）
- 家売るオンナの逆襲 最終話（2019年、日本テレビ） - ミスターコイン 役
- ストロベリーナイト・サーガ 第2話（2019年、フジテレビ） - 鴨下社長 役
- 孤独のグルメ Season8 第5話    （2019年12月2日、テレビ東京） - 常連客 役
- リーガル・ハート 〜いのちの再建弁護士〜 第1話（2019年7月22日、テレビ東京） - 塚田部長 役
- エール (テレビドラマ)（2020年） ‐ 小岩井教頭 役
- 家政夫のミタゾノ第4シリーズ第4話（2020年6月26日、テレビ朝日） - 宮内浩介 役
- おしい刑事 第2シリーズ（2021年） - 田所万平 役
- 最高のオバハン（2021年） - 高田武治 役
- 正義の天秤（2021年） - 栗山伸明 役
- 前科者 -新米保護司・阿川佳代-（2021年11月20日 - 、WOWOW） - コンビニの客 役
- ドクターX 〜外科医・大門未知子〜 第7話（2021年11月25日）- 定食屋の客2役
- ユーチューバーに娘はやらん! 第1話（2022年1月17日 、テレビ東京） - 五木昭一 役
- しもべえ 第6話（2022年3月16日、NHK総合） - 医局員 役
- 初恋の悪魔（2022年） - 安生夕紀夫 役
- 祈りのカルテ（2022年） - 山口保 役
- ONE DAY〜聖夜のから騒ぎ〜 第2話（2023年10月16日、フジテレビ） - サンタクロース姿の窃盗犯 役
- アンチヒーロー 第4話（2024年5月5日、TBS） - 大家 役[5]
- 飯を喰らひて華と告ぐ 第4話（2024年7月30日、MXテレビ） - 正雄のゲートボール仲間 役
- ギークス〜警察署の変人たち〜 第5話（2024年8月1日、フジテレビ） - 酔っ払い 役
- 潜入兄妹 特殊詐欺特命捜査官 第4話（2024年、日本テレビ） - 管理人 役[6]

### 配信ドラマ
- HENCHMEN -ヘンチメン-（2011年、江口カン監督、LISMOドラマ） - 社長 役
- 彼は妹の恋人 第1話（2012年、BeeTV） - 店長 役
- 私が黄金を追う理由〜映画 黄金を抱いて飛べスペシャルドラマ（2012年、LISMOドラマ） - 保護士 役
- Fujiko 第4話（2016年、hulu） - 客